# 大一統時期
大一統時期是在物理宇宙學中的大一統理論所描述的性質，這個時期是宇宙演化的早期，跟隨普朗克時期之後，大約開始於在大爆炸後的10-43秒，當時在宇宙中的溫度是大一統理論的特徵溫度。如果大一統能量是1015 GeV，這相當於1027 K以上的溫度。在這一段時期，四種基本力中的三種－電磁力、強作用力 和弱作用力－是合而為一的電子核子力。重力在普朗克時期結束時從電子核子力中分離出來。在大一統時期，物理的特徵，像是質量、電荷、味和色荷都沒有意義。
大一統時期大約在大爆炸之後的10−36秒，此時發生了幾個關鍵的事件。強作用力從其它的基本力中分離出來，溫度下降至X及Y玻色子可以生成的臨界值下，剩餘的X及Y玻色子開始衰變。有可能這衰變過程的某些部分違反重子數守恆，並引起物質少量的超越反物質的事件（請參閱 重子產生過程）。這種相變也被認為觸發了宇宙暴脹的過程，並且主導了宇宙演化的暴脹時期。